# Powiat de Płońsk
Pour les articles homonymes, voir Płońsk (homonymie).
Le powiat de Płońsk (polonais : powiat płoński) est un powiat (district) de la voïvodie de Mazovie, dans le centre-est de la Pologne.
Elle est née le 1er janvier 1999, à la suite des réformes polonaises de gouvernement local passées en 1998. 
Le siège administratif du powiat est la ville de Płońsk et qui se trouve à 63 kilomètres au nord-ouest de Varsovie, capitale de la Pologne. Il y a une autre ville dans le powiat : Raciąż, située à 25 kilomètres au nord-ouest de Płońsk. 
Le district couvre une superficie de 1 383,67 kilomètres carrés. En 2006, sa population totale est de 87 430 habitants, avec une population pour la ville de Płońsk de 22 233 habitants, pour la ville de Raciąż de 4 752 habitants et une population rurale de 60 445 habitants.

## Powiaty voisines
La Powiat de Płońsk est bordée des powiaty de: 
- Mława et Ciechanów au nord
- Pułtusk à l'est
- Nowy Dwór Mazowiecki au sud-est
- Sochaczew au sud
- Płock et Sierpc à l'ouest
- Żuromin au nord-ouest

## Division administrative

Carte du powiat

Le powiat de Płońsk comprend 12 communes :
- 2 communes urbaines : Płońsk et Raciąż ;
- 10 communes rurales : Baboszewo, Czerwińsk nad Wisłą, Dzierzążnia, Joniec, Naruszewo, Nowe Miasto, Płońsk, Raciąż, Sochocin et Załuski.

| Gmina                                                   | Type   | Superficie (km²) | Population (2006) | Siège               |
| Płońsk                                                  | urbain | 11,6             | 22 233            |                     |
| Gmina Raciąż                                            | rural  | 248,8            | 8 534             | Raciąż *            |
| Gmina Baboszewo                                         | rural  | 162,4            | 7 999             | Baboszewo           |
| Gmina Czerwińsk nad Wisłą                               | rural  | 146,1            | 7 787             | Czerwińsk nad Wisłą |
| Gmina Płońsk                                            | rural  | 127,3            | 7 135             | Płońsk *            |
| Gmina Naruszewo                                         | rural  | 159,6            | 6 577             | Naruszewo           |
| Gmina Sochocin                                          | rural  | 119,7            | 5 713             | Sochocin            |
| Gmina Załuski                                           | rural  | 111,7            | 5 431             | Załuski             |
| Gmina Nowe Miasto                                       | rural  | 118,4            | 4 760             | Nowe Miasto         |
| Raciąż                                                  | urbain | 3,8              | 4 752             |                     |
| Gmina Dzierzążnia                                       | rural  | 102,1            | 3 896             | Dzierzążnia         |
| Gmina Joniec                                            | rural  | 72,6             | 2 613             | Joniec              |
| * siège ne faisant pas partie du territoire de la gmina |        |                  |                   |                     |

## Démographie
Données du 30 juin 2005:
| Description | Total  | Total | Femmes | Femmes | Hommes | Hommes |
| ----------- | ------ | ----- | ------ | ------ | ------ | ------ |
| Unité       | Nombre | %     | Nombre | %      | Nombre | %      |
| Population  | 87 584 | 100   | 44 423 | 50,72  | 43 161 | 49,28  |
| Urbain      | 26 992 | 30,82 | 14 161 | 16,17  | 12 831 | 14,65  |
| Rural       | 60 592 | 69,18 | 30 262 | 34,55  | 30 330 | 34,63  |

## Histoire
De 1975 à 1998, les différents gminy du powiat actuelle appartenaient administrativement à la Voïvodie de Ciechanów, sauf la gmina Czerwińsk nad Wisłą qui était administrée par la Voïvodie de Płock.